# فائوستو پاراویدینو
فائوستو پاراویدینو (انگلیسی: Fausto Paravidino؛ زادهٔ ۱۵ ژوئن ۱۹۷۶) یک نمایشنامه‌نویس، کارگردان نمایش، فیلم‌نامه‌نویس، مترجم، هنرپیشه و کارگردان فیلم اهل ایتالیا است.
وی در سال ۲۰۰۴ برندهٔ جایزهٔ نمایشنامه‌نویسی ویتوریو گاسمن شد. وی همچنین نامزد دریافت جایزهٔ دیوید دی دوناتلو و روبان نقره‌ای بود.